# Monhystrella ginlingensis
Monhystrella ginlingensis är en rundmaskart. Monhystrella ginlingensis ingår i släktet Monhystrella och familjen Monhysteridae. Inga underarter finns listade i Catalogue of Life.